# 너새니얼 피처
너새니얼 피처(Nathaniel Pitcher, 1777년 11월 30일, 코네티컷주 리치필드 ~ 1836년 5월 25일, 뉴욕주 허드슨 폴스)은 미국의 정치인으로 뉴욕주 주지사이다.

## 경력
- 1804 ~ 1810 뉴욕 킹스버리 타운 수퍼바이저
- 1806 ~ 1807 제30대 미국 뉴욕 하원의원
- 1815 ~ 1816 제39대 미국 뉴욕 하원의원
- 1816 ~ 1818 제40·41대 미국 뉴욕 하원의원
- 1819.03 ~ 1823.03 제16·17대 미국 뉴욕 제12구 연방하원의원
- 1827.01 ~ 1828.02 제10대 뉴욕 부지사
- 1828.02 ~ 1828.12 제8대 뉴욕 주지사
- 1831.03 ~ 1833.03 제22대 미국 뉴욕 제18구 연방하원의원

## 역대 선거 결과
| 선거명      | 직책명                     | 대수 | 정당          | 득표율 | 득표수  | 결과 | 당락                 |
| ----------- | -------------------------- | ---- | ------------- | ------ | ------- | ---- | -------------------- |
| 1818년 선거 | 하원의원 (뉴욕 제12선거구) | 16대 | 민주공화당    | 36.83% | 4,149표 | 1위  | 뉴욕주 하원의원 당선 |
| 1821년 선거 | 하원의원 (뉴욕 제12선거구) | 17대 | 민주공화당    | 25.93% | 4,910표 | 2위  | 뉴욕주 하원의원 당선 |
| 1830년 선거 | 하원의원 (뉴욕 제18선거구) | 22대 | 잭슨파 민주당 | 52.48% | 3,294표 | 1위  | 뉴욕주 하원의원 당선 |